# Ruhnu
Ruhnu là một hải đảo của Estonia án ngữ cửa vịnh Riga.

## Lịch sử
Các hiện vật khảo cổ học sơi khai về hoạt động của con người ở Ruhnu, được cho là có liên quan đến săn bắn theo mùa, có niên đại khoảng 5000 TCN. Thời gian đến của người Scandinavia cổ đại đầu tiên ở Ruhnu và sự khởi đầu của một khu định cư nói tiếng Thụy Điển vĩnh viễn không được biết đến. Nó có thể không đứng trước Thập tự chinh phía Bắc vào đầu thế kỷ 13, khi các dân tộc bản địa của tất cả các vùng đất xung quanh Vịnh Riga được chuyển đổi thành Cơ đốc giáo và chinh phục trật tự Teutonic. Bản ghi chép đầu tiên của đảo Ruhnu, và dân số Thụy Điển, là một lá thư 1341 được gửi bởi Đức Giám mục Courland xác nhận quyền cư trú và quản lý tài sản của người dân đảo theo luật pháp Thụy Điển.
Ruhnu được kiểm soát bởi Vương quốc Thụy Điển (1621–1708, chính thức cho đến năm 1721) và sau đó là Đế quốc Nga cho đến khi Thế chiến thứ nhất, khi nó bị chiếm đóng bởi Đế quốc Đức (1915–1918). Sau chiến tranh, mặc dù một số sáng kiến địa phương tái gia nhập Thụy Điển và tuyên bố lãnh thổ của Latva, những người dân đảo đã đồng ý trở thành một phần của Estonia mới độc lập năm 1919 (có thể do sự tồn tại của một thiểu số Thụy Điển ở Estonia). Theo một cuộc điều tra dân số năm 1934, Ruhnu có dân số 282: 277 người Thụy Điển và 5 người dân Estonia.
Trong Đệ nhị Thế chiến, Ruhnu, cùng với phần còn lại của Estonia, bị chiếm đóng trước hết bởi Liên Xô (1940–1941) và sau đó là Đức Quốc xã (1941–1944). Vào tháng 11 năm 1943, một nhóm đầu tiên khoảng 75 người dân đã chuyển đến Thụy Điển. Vào tháng 8 năm 1944, ngay trước khi Liên Xô tái chiếm Estonia, dân số còn lại của hòn đảo, ngoại trừ hai gia đình, chạy trốn bằng tàu đến Thụy Điển.